# اولاف هافسباکن
اولاف هافسباکن (انگلیسی: Olaf Hoffsbakken; ۲ سپتامبر ۱۹۰۸ – ۲۳ نوامبر ۱۹۸۶) اسکی‌باز صحرانوردی اهل نروژ بود.